# Chthonius gestroi
Chthonius gestroi är en spindeldjursart som beskrevs av Simon 1896. Chthonius gestroi ingår i släktet Chthonius och familjen käkklokrypare. Inga underarter finns listade i Catalogue of Life.